# Värmlandsnäs landskommun
Värmlandsnäs landskommun var en tidigare kommun i Värmlands län.

## Administrativ historik
Kommunen bildades som storkommun vid kommunreformen 1952 genom sammanläggning av kommunerna Botilsäter, Bro, Eskilsäter, Huggenäs, Millesvik, Södra Ny och Ölserud. Den nya kommunen fick sitt namn efter den halvö i Vänern, vilken den omfattade.
År 1971 upphörde kommunen, då dess område lades samman med nybildade Säffle kommun.
Kommunkoden var 1720.

### Kyrklig tillhörighet
I kyrkligt hänseende tillhörde kommunen församlingarna Botilsäter, Bro, Eskilsäter, Huggenäs, Millesvik, Södra Ny och Ölserud. 1970 slogs Huggenäs och Södra Ny församlingar samman att bilda Ny-Huggenäs församling.

## Kommunvapnet
Blasonering: I grönt fält ett med råsegel tacklat enmastat skepp av guld och däröver i ginstammen en störtad spets av guld, belagd med tre bjälkvis ordnade och stolpvis ställda gröna sädesax.
Vapnet fastställdes 1957 och förlorade sin giltighet då kommunen upplöstes 1971.

## Geografi
Värmlandsnäs landskommun omfattade den 1 januari 1952 en areal av 421,27 km², varav 420,36 km² land.

### Tätorter i kommunen 1960
I Värmlandsnäs kommun fanns tätorten Värmlands Bro, som hade 274 invånare den 1 november 1960. Tätortsgraden i kommunen var då 8,4 procent.

## Politik

### Mandatfördelning i valen 1950-1966
| 9 | 18 | 5 | 3 |

| 30 | 5 |

| 9 | 18 | 5 | 3 |

| 31 |

| 9 | 16 | 4 | 6 |

| 32 |

| 10 | 18 | 4 | 3 |

| 30 | 5 |

| 8 | 19 | 4 | 4 |

| 30 | 5 |